# FC Hechingen
Der FC Hechingen ist ein Fußballverein aus Hechingen. Der 1951 entstandene Fußballverein aus dem Zollernalbkreis, dessen Ursprünge ins Jahr 1907 zurückreichen, gehört dem Württembergischen Fußballverband an.

## Geschichte
Bei seiner Gründung im September 1907 hieß der Club 1. FC Concordia. Über die Stationen FC Hohenzollern (1908) und Fußballgesellschaft (1909) führte der Weg am 7. Juni 1946 zur Gründung des SV Hechingen, ehe am 16. Januar 1951 die Aufspaltung in den FC 1907 Hechingen und den TV Hechingen vollzogen wurde.

## Sportlicher Verlauf
In der Saison 1949/50 gehörte der SV Hechingen als Neuling der damals erstklassigen Oberliga Südwest, Gruppe Süd an. Meister wurde der SSV Reutlingen vor den punktgleichen Mannschaften des Tübinger SV 03 und des FC Singen 04. Die Schwarz-Weißen aus Hechingen belegten mit 6:54 Punkten abgeschlagen Platz 16.
In der Saison 1961/62 wurde der FC Hechingen unter Spielertrainer Ludwig Schlump als Aufsteiger Meister der 1. Amateurliga Schwarzwald-Bodensee. Der Verein verzichtete jedoch auf die Teilnahme an der Aufstiegsrunde zur II. Division. Die Mannschaft konnte die höchste Amateurklasse bis zum Abstieg 1967/68 halten, danach bis 1975 die 2. Amateurliga. In den 1980er und 1990er Jahren spielte die Mannschaft mehrfach wechselnd in der Bezirks- bzw. Landesliga, dann viele Jahre in der Kreisliga A, von 2017 bis zum Abstieg 2023 und ab 2025 wieder in der Bezirksliga.

## Ehemalige Spieler
- Otto Nerz (1892–1949): Der in Hechingen geborene erste Reichstrainer des Deutschen Fußball-Bundes spielte in seiner Jugend bis zu seinem 18. Lebensjahr bei der FG Hechingen.
- Lothar Grziwok (* 1927): machte unter anderem in den 1950er Jahren zwölf Spiele für den FC Bayern München
- Ludwig Schlump (* 1928): Unter anderem Spieler beim SSV Reutlingen in der damals erstklassigen Fußball-Oberliga Süd, war später Spielertrainer beim Meisterschaftsgewinn der Hechinger in der 1. Amateurliga Schwarzwald-Bodensee 1961/62
- Wolfgang Hellstern (* 1938): Spieler der Amateurnationalmannschaft